# Violetta Arlak
Violetta (Viola) Arlak, pierwotnie Zmarlak (ur. 22 stycznia 1968 w Krakowie) – polska aktorka teatralna, filmowa, telewizyjna oraz estradowa.

## Życiorys
Pochodzi z Wieliczki. Po trzykrotnej próbie zdania do szkoły aktorskiej wybrała się na rozmowę do Teatru 38 w Krakowie, gdzie została przyjęta i zadebiutowała w 1992 w spektaklu Bogusława Schaeffera Tutam. W latach 1992–2003 występowała w Teatrze im. Stefana Żeromskiego w Kielcach. W 1995 zdała aktorski egzamin eksternistyczny. 
Na wielkim ekranie zadebiutowała rolą „Sąsiadeczki” w uhonorowanym wieloma nagrodami filmie Doroty Kędzierzawskiej Nic (1998). W 2006 wystąpiła jako Zofia Plejtus w przedstawieniu Witkacego Matka na scenie Teatru Scena STU w Krakowie.
Znana jest przez widzów głównie z ról w serialach: Ranczo (2006-2016), Hela w opałach (2006–2007), M jak miłość (2007–2013) i Tancerze (2009–2010). W 2014 uczestniczyła (w parze z Krzysztofem Hulbojem) w pierwszej edycji programu rozrywkowego Polsatu Dancing with the Stars. Taniec z gwiazdami. 
Spotykała się z aktorem Bartoszem Żukowskim, którego poznała na planie programu Statek szalony. Ich związek zakończył się rozstaniem.  

## Nagrody
- 2000: I miejsce w plebiscycie studenckiego Koła Miłośników Teatru „Premiera” w Kielcach
- 1999: Kalisz – 39 Kaliskich Spotkaniach Teatralnych – wyróżnienie w I Turnieju Monologów
- 1999: Dzika Róża – nagroda w plebiscycie popularności widzów Teatru im. S. Żeromskiego w Kielcach
- 1998: Nagroda Wojewody Kieleckiego
- 1998: Dzika Róża – nagroda w plebiscycie popularności widzów Teatru im. S. Żeromskiego w Kielcach
- 1998: Nagroda aktorska za rolę w spektaklu „Ballady i romanse” według Adama Mickiewicza w Teatrze im. Stefana Żeromskiego w Kielcach na XXIII Opolskich Konfrontacjach Teatralnych
- 1997: Dzika Róża – nagroda w plebiscycie popularności widzów Teatru im. S. Żeromskiego w Kielcach
- 1995: Nagroda Prezydenta Kielc
- 1994: Nagroda Wojewody Kieleckiego
- 1993: Dzika Róża – nagroda w plebiscycie polularności widzów Teatru im. S. Żeromskiego w Kielcach

## Spektakle teatralne

### Teatr im. Żeromskiego Kielce
- 2006: Wieczór jubileuszowy... (reż. Piotr Szczerski)
- 2003: Po deszczu jako Blondynka (reż. Jan Peszek)
- 2003: Kaczo, byczo, indyczo jako Ona (reż. Edward Żentara)
- 2001: Drugie zabicie psa jako Amerykanka (reż. P. Szczerski)
- 2001: Panna Julia jako panna Julia (reż. Anna Trojanowska)
- 2000: Wieczór z „Wyzwoleniem” jako Muza (reż. P. Szczerski)
- 2000: Nie opuszczaj mnie (reż. P. Szczerski)
- 2000: Miłość ci wszystko wypaczy (rewia przebojów; reż. Waldemar Wolański)
- 2000: Moralność pani Dulskiej jako lokatorka (reż. Wiesław Hołdys)
- 2000: Wieczór kawalerski jako Julie (reż. P. Szczerski)
- 1999: Beckett – Nie ja jako Usta (reż. P. Szczerski)
- 1999: Korowód jako aktorka (reż. P. Szczerski)
- 1999: Balladyna jako Balladyna (reż. Bartłomiej Wyszomirski)
- 1998: Ten zapomniany romans Aktorka I (reż. Ewa Marcinkówna)
- 1998: Ballady i romanse (reż. P. Szczerski)
- 1997: Opowieści lasku wiedeńskiego jako Marianna (reż. P. Szczerski)
- 1997: Kopciuszek jako Anna (reż. E. Marcinkówna)
- 1997: W małym dworku jako Anastazja Nibek (reż. Remigiusz Caban)
- 1997: Lekcja w stylu buffo jako Muza (reż. P. Szczerski)
- 1996: Próby jako aktorka II (reż. P. Szczerski)
- 1996: Rybak i jego dusza jako Czarownica (reż. Bogusław Jędrzejak)
- 1996: Spotkamy się w Jerozolimie jako Ester (reż. P. Szczerski)
- 1996: Kiedy kota nie ma jako Jennifer (reż. Edward Wałaszek)
- 1995: Wesele jako panna młoda (reż. P. Szczerski)
- 1995: Jadzia wdowa jako Jadzia (reż. Piotr B. Jędrzejak)
- 1995: Niedopieszczona (recital; reż. P. Szczerski)
- 1995: Czego nie widać jako Broke Ashton (reż. Marek Wałaszek)
- 1994: Zemsta jako Klara (reż. P. Szczerski)
- 1994: Mały Książę jako Róża, Ogród Róż (reż. P.B. Jędrzejak)
- 1994: Miłość na Krymie jako Tatiana Jakowlewna Borodina (reż. P. Szczerski)
- 1994: Parady według Potockiego Jana jako Zerzabella (reż. P. Szczerski)
- 1993: Kubuś i jego pan jako Oberżystka (reż. P.B. Jędrzejak)
- 1993: Tutam (reż. P. Szczerski)
- 1993: Małe Mahagonny Wdowa Begbick (reż. W. Hołdys)
- 1992: Seans jako Anna (reż. P. Szczerski)

### Inne teatry
Och-Teatr
- 2013: Zemsta jako Podstolina (reż. Waldemar Śmigasiewicz)
- 2010: Zaświaty, czyli czy pies ma duszę jako Serenada (reż. Maria Seweryn)

Teatr „Capitol”
- 2009: Dziwna Para (reż. Wojciech Adamczyk)
- 2015: Kiedy kota nie ma... (reż. Andrzej Rozhin)

Krakowski Teatr Scena STU
- 2006: Matka jako Zofia Plejtus (reż. Piotr Chołodziński)

Teatr Polonia, Warszawa
- 2005: Stefcia Ćwiek w szponach życia jako Marianna (reż. Krystyna Janda)

Teatr 38, Kraków
- 1992: Tutam (reż. P. Szczerski)

### Teatr Telewizji

#### Role
- 2004: Od dziś będziemy dobrzy jako Ciciolina (reż. Paweł Sala)
- 2004: Książę nocy jako Ita (reż. Krzysztof Zaleski)
- 2003: Piękna pani Seidenman jako Fela Cyc (reż. Janusz Kijowski)
- 2000: Skowronek jako Agnieszka (reż. Krzysztof Zanussi)
- 1998: Drzewo jako Irka (reż. Izabella Cywińska)

#### Produkcja wykonawcza
- 2001: Żółtodzioby (reż. Mikołaj Haremski)
- 2000: Siedemnastolatek (reż. Teresa Kotlarczyk)
- 1998: Niech żyją agenci (reż. Witold Adamek)

## Filmografia
- 1998: Nic jako „Sąsiadeczka”, sąsiadka Heli
- 1999: Trzy szalone zera
- 1999: Miodowe lata jako Balbina (odc. 35)
- 2000: Twarze i maski jako suflerka (odc. 8)
- 2000: Noc świętego Mikołaja jako matka
- 2000: Sukces jako Ręboszowa
- 2000: Skarb sekretarza jako Basia, sekretarka wójta
- 2000: Chłopaki nie płaczą jako sekretarka dziekana
- 2001: Przedwiośnie jako dziewka z Nawłoci ubijająca kapustę
- 2001: Listy miłosne jako kobieta właściciela lunaparku
- 2001: Cześć, Tereska jako pani Jola, nauczycielka w szkole krawieckiej
- 2002: Świat według Kiepskich jako kobieta (odc. 112)
- 2002: Przedwiośnie jako dziewka w Nawłoci (odc. 4)
- 2002: Król przedmieścia jako straganiara (odc. 1)
- 2002, 2003: Kasia i Tomek jako:
  -     - kobieta jedząca czekoladę (odc. 16)
    - dziewczyna na stacji benzynowej (odc. 64)
    - okulistka (odc. 69)
- 2002: Jest sprawa... jako Basia, sekretarka wójta
- 2002: Dzień świra jako matka w przedziale pociągu
- 2003: Zróbmy sobie wnuka jako pacjentka Janka
- 2003: Warszawa jako pani z pieskiem wchodząca do salonu samochodowego
- 2003: Show jako „Gruba”, uczestniczka programu
- 2003–2008: Na dobre i na złe jako:
  - Aleksandra Jarocka (odc. 166)
  - Żaneta Czop (odc. 262, 335 i 336)
- 2003–2004: Lokatorzy jako Iwona Ubyś, partnerka Benty (odc. 171 i 188)
- 2003–2004: Na Wspólnej jako Bożena Kotecka, klientka Ewy
- 2004: Stacyjka jako uczestniczka pogrzebu Wacława Więcka (odc. 4)
- 2004: Pręgi jako sekretarka redaktora
- 2004: Camera Café jako Madzia (odc. 28_6)
- 2005: Wiedźmy jako klientka sklepu Marioli (odc. 6)
- 2005: Plebania jako pacjentka doktora Blumentala (odc. 511)
- 2005: Pensjonat pod Różą jako Helena (odc. 74 i 75)
- 2005: Parę osób, mały czas jako Teresa
- 2005, 2006: Niania jako:
  - siostra Anna (odc. 9)
  - siostra przełożona (odc. 36)
- 2005: Klinika samotnych serc jako Wanda Kot, żona Bolesława, właściciela sklepu spożywczego, w którym pracuje Teresa Budek (odc. 11)
- 2005: Egzamin z życia jako klientka w supermarkecie (odc. 15)
- 2005: Dziki 2: Pojedynek jako żona listonosza (odc. 7)
- 2005: Bulionerzy jako bulionerka Matyskowa (odc. 33)
- 2006: Trójka do wzięcia jako pani Krzywkowska
- 2006–2009, 2011–2016: Ranczo jako Halina Kozioł
- 2006: Magda M. jako Barbara Stasiak, była żona Tadeusza Dzianickiego (odc. 18)
- 2001–2013: M jak miłość jako:
  - sklepowa w Lipnicy
  - mieszkanka Lipnicy (odc. 428)
  - Cecylia Kwaśniakowa
- 2006: Ja wam pokażę! jako kobieta w kawiarni (nie pojawia się w kinowej wersji filmu, ale można ją zobaczyć w „materiałach niewykorzystanych” w wydaniu DVD)
- 2006–2007: Hela w opałach jako Lidka Dzięcioł, starsza siostra Heli
- 2006: Dublerzy jako prostytutka
- 2006: Dublerzy jako prostytutka
- 2007: Tajemnica twierdzy szyfrów jako Ewelina Robak
- 2007: Rezerwat jako kioskarka Krysia
- 2007: Ranczo Wilkowyje jako Halina Kozioł, żona wójta
- 2007–2009: Niania jako pielęgniarka (odc. 66, 73, 120 i 134)
- 2007: Mamuśki jako Malinowska (odc. 1)
- 2007: Kryminalni jako Teresa Miarkowicz (odc. 74)
- 2007: Królowie śródmieścia jako pracownica lotniska (odc. 13)
- 2007: Halo Hans! jako siostra przełożona (odc. 11)
- 2007: Glina jako Jolanta Cisek, sąsiadka Lenarta (odc. 14)
- 2008: Mała wielka miłość jako sprzedawczyni z secondhandu
- 2008: Mała wielka miłość jako sprzedawczyni z secondhandu (odc. 4)
- 2008: Kochaj i tańcz jako ekspedientka w sklepie ślubnym
- 2008: Faceci do wzięcia (odc. 83)
- 2008: 39 i pół jako instruktorka tańca hinduskiego
- 2009–2010: Złotopolscy jako Elwira Kwaśniewska, matka Andżeliki
- 2009: Zamiana jako Sylwia
- 2009: Naznaczony jako sekretarka na uczelni (odc. 5)
- 2009: Huśtawka jako kobieta w gabinecie Michała
- 2009: Grzeszni i bogaci jako mecenas Aleks Lojer (odc. 3)
- 2009: Ciemnego pokoju nie trzeba się bać jako pani Bułeczka, nauczycielka „Łaty”
- 2009–2010: Tancerze jako Jowita Kuś-Cassati
- 2010: Non Sono Pronto
- 2011: Wojna żeńsko-męska – sześć ról: redaktorka naczelna „Bardzo Eleganckiego Magazynu dla Pań”, sprzedawczyni w empiku, kioskarka Monika Lang, charakteryzatorka, wizażystka, specjalistka
- 2011: Warsaw Dark jako żona Grottgera
- 2011: Linia życia jako Sandra Wichura
- 2012: Komisarz Blond i Oko sprawiedliwości jako archiwistka Beata
- 2012: Ja to mam szczęście! jako Elwira, kuzynka Tadeusza (odc. 44)
- 2012: Hotel 52 jako Amelia Halicka (odc. 56)
- 2012: Dzień kobiet jako kierowniczka sklepu
- 2014: Obywatel jako Kazia
- 2017: Miasto skarbów jako Helena Berg (odc. 8)
- 2018–2019: Korona królów jako Bożena Tęczyńska
- 2018: Jak pokonać kaca jako „Megasucz”
- 2018: 7 uczuć jako sąsiadka
- 2019: Miłość na zakręcie jako Krysia
- 2021: Receptura jako ginekolog (odc. 5)
- 2021: Mecenas Porada jako Janka, sąsiadka Barczyka (odc. 8)
- 2021: Kraj jako inspektorka urzędu kontroli skarbowej
- 2022: Listy do M. 5 jako Natalia
- 2022: Koniec świata czyli Kogel Mogel 4 jako urzędniczka urzędu stanu cywilnego